# ヒューストン港
| ヒューストン港左: バーバーズ・カットのコンテナターミナル右: ヒューストン・シップ・チャネル沿いには貯油タンクが並ぶ   |  | ヒューストン港左: バーバーズ・カットのコンテナターミナル右: ヒューストン・シップ・チャネル沿いには貯油タンクが並ぶ |
| ヒューストン港 左: バーバーズ・カットのコンテナターミナル 右: ヒューストン・シップ・チャネル沿いには貯油タンクが並ぶ |  | |

ヒューストン港（ヒューストンこう、Port of Houston）は、アメリカ合衆国テキサス州南東部に位置する同国第4の都市ヒューストンの海港。40kmにわたって公共の、あるいは私有の様々な施設が並ぶ大規模な港湾で、メキシコ湾からの船舶が港内を端から端まで航行するだけでも数時間を要する。外国貨物取扱量は全米一、内国貨物をあわせた総貨物取扱量でも南ルイジアナ港に次いで全米第2、世界第10位の海港である。
ヒューストン港はヒューストン・シップ・チャネルという運河とメキシコ湾に通ずるガルベストン湾からなる。シップ・チャネル沿いにはヒューストン港湾局のほか、150以上の私企業の施設が並んでいる。メキシコ湾に直に面さず安全度が高いため、多くの石油会社がシップ・チャネル沿いに精油所を置いている。ヒューストン港の石油化学コンプレックスは世界最大級のものである。また、北アメリカで売られているフォルクスワーゲンやアウディのほとんどは輸入の際にヒューストン港を通過している。
もともとのヒューストン港は現在ヒューストン大学ダウンタウン校の校舎が建つ、バッファロー・バイユーとホワイト・オーク・バイユーの合流点のあたりにあった。ヒューストンの創設者、アレン兄弟が上陸した地であることから「アレンズ・ランディング」と呼ばれるダウンタウンのそのエリアは、ヒューストン市発祥の地とされている。その当時は、メキシコ湾岸のガルベストンにこの地域のメインとなる海港があり、港町が発展していたが、1900年、テキサス州南東部を襲ったガルベストン・ハリケーンはガルベストンの町と港に壊滅的な被害を与えた。その後、内陸のより安全な場所に港湾を造る機運が高まり、1902年には大統領セオドア・ルーズベルトがヒューストン・シップ・チャネルの整備費用として100万ドル（当時）を計上、さらに1909年にはハリス郡当局が近代的な港湾の建設を認可した。こうしてヒューストン港は1914年11月10日に、大統領ウッドロウ・ウィルソンによって開港された。

アメリカ合衆国内の主要港湾の貨物取扱量。内国貨物は薄青色、外国貨物は赤紫色で示されている。

2005年のヒューストン港の貨物取扱量は約2億1500万トンで、その約半数はコンテナ貨物であった。ヒューストン港にはバーバーズ・カット、ガルベストン・イースト・エンド、ベイタウンの3ヶ所のコンテナターミナルがある。バーバーズ・カットはコンテナ貨物用として設計された最初のターミナルである。ガルベストン・イースト・エンドは長年のライバル港湾であるガルベストン港から借用している。ベイタウンは2006年10月に供用を開始した新しいターミナルである。
ヒューストン港内にはM/Vサム・ヒューストン号という遊覧船を用いた無料ツアーがある。ツアーは所要90分で、1日2便、午前と午後に1便ずつ運航されるが、木曜日と日曜日は午後の便のみの運航で、月曜日と祝日は運休となる。また、9月初めから10月初めまでの約1ヶ月間はツアーに用いる船舶の整備のため運休となる。レクリエーション用の船舶はヒューストン港内の航行を禁止されているため、この遊覧船ツアーが港内見学の唯一の手段となる。
ヒューストン港はヒューストン港湾局が運営している。港湾局は7人の委員からなる委員会が管理している。ヒューストン市とハリス郡が合同で委員長を選出し、さらにヒューストン市とハリス郡から委員がそれぞれ2人ずつ選出される。残りの2人はハリス郡市長・市議員協会とパサディナ市からそれぞれ1人ずつ選出される。日常の業務は委員会の意思に従ってエグゼグティブ・ダイレクターが管理している。

## 註
1. ↑  Overview Archived 2008年5月9日, at the Wayback Machine.. The Port of Houston Authority. 2008年1月3日.
2. ↑  Sam Houston Boat Tour. The Port of Houston Authority. 2008年1月2日.